# E004 (trasa europejska)
E004 – trasa europejska łącznikowa (kategorii B), biegnąca przez Kazachstan i Uzbekistan. Długość trasy wynosi 700 km.
Przebieg E004:
- Kazachstan: Ayni
- Uzbekistan: Utjkuduk - Buchara